# Andrea Pinamonti
Andrea Pinamonti (ur. 19 maja 1999 w Cles) – włoski piłkarz, grający na pozycji napastnika.

## Kariera piłkarska

### Kariera klubowa
Wychowanek klubów Bassa Anaunia, Chievo oraz Interu Mediolan, w barwach ostatniego 12 lutego 2017 rozpoczął karierę piłkarską. W sezonie 2018/19 został wypożyczony do Frosinone, a w następnym sezonie do Genoi. 1 września 2020 podpisał kontrakt z Genoą, ale już po 18 dniach wrócił do Interu Mediolan. W sierpniu 2021 przenosi się na wypożyczenie do Empoli.

### Kariera reprezentacyjna
6 września 2018 roku debiutował w młodzieżowej reprezentacji Włoch. Wcześniej bronił barw juniorskiej reprezentacji różnych kategorii wiekowych.

## Sukcesy i odznaczenia

### Sukcesy klubowe
Inter
- mistrz Włoch: 2020/21